# Shiloh Dynasty
Clara Nicole Simms, nacida el 28 de diciembre de 1996, más conocida como Shiloh Dynasty, es una cantautora estadounidense independiente que se hizo conocida por sus sencillos "Losing Interest" y "I'll Keep You Safe", ambos éxitos virales en TikTok. Más tarde, ganó popularidad por su participación en la canción "Jocelyn Flores" del rapero XXXTentacion.

## Carrera
Ciara, originaria de Maryland, bajo el seudónimo Shiloh Dynasty, saltó a la fama en 2016. Su carrera comenzó en marzo de 2014 luego del lanzamiento de su canción "Downtown" en plataformas digitales como Vine e Instagram. Sus canciones "Losing Interest" y "I'll Keep You Safe" fueron certificados con el oro por la RIAA. Fue parte en el álbum 17 de XXXTentacion.
Dynasty apareció en tres canciones en el álbum—"Jocelyn Flores", "Everybody Dies in Their Nightmares", y "Carry On"—mismo que alcanzaría el puesto 19 en Billboard Hot 100.

## Discografía

### Sencillos
| Título            | Año  | Certificaciones |                      |      |             |
| ----------------- | ---- | --------------- | -------------------- | ---- | ----------- |
| Título            | Año  | Certificaciones | "I’ll Keep You Safe" | 2015 | - RIAA: Oro |
| "Losing Interest" | 2015 | - RIAA: Oro     |                      |      |             |

- Jocelyn Flores (con XXXTentacion)[9][10][11]
- Waiting[12]
- Losing Interest[13][14]
- when i fall (con Siiickbrain)[15][16]
- Carry On (con XXXTentacion)[9][10][11]
- Everyone Dies in Their Nightmares (with XXXTentacion)[9][10][11]